# Т-26
Лекият танк Т-26 е най-масовият танк в Червената армия и именно поради това е наричан общовойскови танк. Предназначен е за непосредствена поддръжка на пехотата.

## История
Първият танк от този клас е лекият танк Т-18 (известен и под името МС-1), конструиран и произвеждан от втората половина на 20-те години. Малко по-късно се появяват модификациите Т-19 и Т-20, които трябвало в близкото бъдеще да станат основата на танковите войски на Съветска Русия. Поради невъзможността да се произведе надежден двигател този план претърпява неуспех. Танковете не са произвеждани серийно и е решено да бъде закупен лиценз за производството на английския лек танк „Викерс Е“.
Контрактът с компанията „Викерс“ е подписан на 28 май 1929 г. Договорът предвижда в периода 1930 – 1931 г. на СССР да бъдат доставени общо 15 танка „Викерс Е“. Първите получени машини, известни под името В-26, послужили за производството на модернизиран вариант на танка – ТММ-1, а по-късно и ТММ-2. При направените съвместни изпитания, между руските Т-19 и Т-20, английските В-26 и хибридният ТММ-1, най-добри качества показва Т-20. Танкът е снабден с двигател, който не се произвежда серийно.
През февруари 1931 г. руското политическо и военно ръководство взема решение за въоръжаването на Червената армия с танковете „Викерс Е“ под индекса Т-26 и да започне серийното им производство. В решението като основен завод за производство на танка е определен Сталинградският тракторен завод, а годишният темп на производство – 13 800 танка, което е абсолютно нереално количество. Поради това, че СТЗ все още не функционира, първоначалното производство започва в Завод „Болшевик“ в Ленинград. Много скоро танкостроителният цех е преименуван на Завод № 174 „Ворошилов“. Именно в този завод са построени 12 000 танка Т-26, но не за 1 година, а за 10. Последният танк напуска завода през 1941 г.
Първият сериен образец на Т-26 е произведен през есента на 1931 г. и практически не се отличава по нищо от английския прототип.
Т-26 става основен танк в танковите войски на Червената армия, въпреки слабите си двигател и броня. На базата на неговото шаси е разработена голяма гама от различни бронетанкови машини.
През периода 1931 – 1941 г. танкът е модифициран 23 пъти, а двигателят – 3 пъти. Въпреки това мощността на двигателя нараства само със 7 к.с. – от 90 на 97 к.с. Главен конструктор при разработването на модификациите е Семьон Гинзбург.

## Тактико-технически данни
Първоначално, в продължение на 2 години, танкът Т-26 се произвежда във варианта с два купола. По-късно е произведена и модификацията с един купол. Когато в Червената армия се появяват различни модификации на танка, танковете с два купола получават индекс „Образец 1931/37“ г., а еднокуполните – „Образец 1938“ или „Образец 1939“. Обикновено в чуждата литература се използва немската система за идентификация от Втората световна война чрез добавяне на индекс – Т-26А, Т-26В и Т-26С. Всъщност в СССР такава система за идентификация не съществува, а и е предпоставка за допускане на грешки, напр. Т-26А всъщност е артилерийска модификация на танка.
Въоръжението на двукуполната версия на танка, в зависимост от модификацията, се състои от две 7,62-mm картечници ДТ-29, с боекомплект 6489 патрона в 103 диска по 63 патрона в диск, или едно 37-mm оръдие – модернизиран вариант на оръдието на Хочкис с боекомплект 113 снапяда, и 1 картечница ДТ с боекомплект 3087 патрона в 49 диска. Всеки купол се върти независимо в хоризонтална плоскост от 270°. Танковете, въоръжени с оръдие, са командирска версия на танка. Именно поради това някои от тях са съоръжени с радиостанция 71-ТК-1.
В края на 1931 г. танковете се въоръжават с 37-mm танково оръдие ПС-2 Образец 1930 (подобрен вариант на 37-mm оръдие Райнметал Пак 30). Въоръженият с такова оръдие танк получава името Т-26 Образец 1932.
През 1933 г. започва производството на еднокуполен вариант на Т-26. В купола, аналогично на използвания в БТ, се монтира 45-mm оръдие 20К образец 1932/38 с боекомплект до 136 снаряда и сдвоена 7,62-mm картечница ДТ. От 1936 г. се монтира още една картечница ДТ в задната част на куполата, което води до намаляване на снарядите да 102, а от 1937 г. и зенитна картечница ДТ. След 1937 г. боекомплектът на оръдието е увеличен до 147 снаряда, а патроните за картечниците – 3087. Този танк се превръща в най-масово произвеждания модел – произведени са около 5000 машини. В хода на производството са правени различни модификации и доработки – увеличена е вместимостта на горивните резервоари, оръдието е снабдено с лята маска, от 1937 до 1939 г. на всяка пета машина са монтирани прожектори за нощна стрелба и радиостанция, постоянно нараства боеприпасът и теглото на танка.

## Бойно използване
Танкът Т-26 участва в битки още преди началото на Втората световна война. Танковете участват не само в боевете в Испания и Китай, но при езерото Хасан. Конфликтът, възникнал през юли 1939 г., в началото на август прераства в пълномащабна битка.
От съветска страна в боя участват 2-ра отд. механизирана бригада (три батальона Т-26, един батальон БТ и група САУ СУ-5), 32 отделен танков батальон (тб) от състава на 32 пд и 40 тб от състава на 40 пд. Общо това прави 351 танка (257 – Т-26, 81 – БТ и 13 СУ-5)
Загубите на съветските войски са: 9 унищожени и 76 повредени Т-26 и 8 повредени БТ, което съставлява почти 1/3 от общата численост. От повредените 39 са отремонтирани във войските, а останалите са отправени за заводски ремонт. Като цяло повреди на Т-26 са предимно поради лошото качество на танковете – най-често се поврежда главният съединител и скоростната кутия. Т-26 срещат големи трудности при движението си по заблатена местност и губят мобилност, което заедно със слабата им бронезащита ги прави лесни мишени за противника.
Изводите, направени след сражението, са, че танковете не са изпълнили поставените пред тях задачи и това оказва основно влияние на изхода му. В последващите боеве при Халхин гол, юли – август 1939 г., основна роля изиграва танкът БТ, по това време вече основен танк на Червената армия. В тези боеве висока оценка получават огнеметните танкове ОТ-26 и ОТ-130.
В края на 1939 г. войските разполагат с около 8500 танка Т-26. С тях са въоръжени няколко отделни танкови бригади, придадени на стрелкови корпус или на общовойскова армия.
Организационно отделната танкова бригада, въоръжена с Т-26, се е състояла от щаб, 4 танкови батальона, моторизиран батальон, ремонтен батальон, разузнавателна рота, рота за поддръжка, свързочна рота и санитарна рота. Съгласно щатното разписание е имала на въоръжение от 256 до 267 танка Т-26 (240 – 250 линейни Т-26, 24 танка за поддръжка Т-26-4, до 17 разузнавателни танка Т-37 или Т-38 и 10 – 11 огнеметни танка). Въпреки дадените по-горе данни, никоя от бригадите не е достигала пълното си щатно разписание.
Освен това отделните танкови батальони от първия ешелон на стрелковите дивизии са били въоръжени с танкове Т-26. Тези батальони имат номера от 301 до 399. Някои от тях вземат участие в Полската кампания през 1939 г.

## Модификации
- T-26 Обр.1931 – Танк с два купола. Произведени много малко машини.

- T-26ПТ Обр.1932 – Танк с два купола и 37-mm оръдие. Снабден е с радиостанция 71-ТК-1 (модел 1933 г.). Произведени са 96 машини.

- T-26 Обр.1933 – Танк с един купол. Въоръжен с 45-mm оръдие 20K. Най-произвежданият модел.

- T-26 Обр. 1938 – С нов полуконичен купол с лята броня.

- T-26 Обр. 1939 – С нов полуконичен купол с лята броня допълнително усилена отстрани.

- OT-26 (ХТ-26) – Химически (огнеметен) танк, произвеждан в периода 1933 – 1934 г. Въоръжен с огнеметна установка и картечница ДТ. Произведена е малка серия машини.

- T-26ПТ – Танк с цилиндрична купола. Въоръжен с радиостанция 71-ТК-1 или 71-ТК-З, произвеждан в периода 1933 – 1940 г. Произведени са 3938 машини.

- T-26A (T-26-4) – Артилерийски танк (модел 1933 г.). Въоръжен със 76,2-mm оръдие КТ-26 и 2 7,62-mm картечници ДТ. Произведена е малка серия машини.

- СТ-26 – Сапьорен танк (мостопоставач), произвеждан в периода 1933 – 1935 г. Въоръжен с картечница ДТ. Произведени са 65 машини.

- TT-26 – Телеуправляем прототип на Т-26. Монтирана е система за дистанционно управление „Мост 1“.

- ТУ-26 – Танк за управление. Въоръжен с 45-mm танково оръдие 20К (модел 1932/38) и картечница ДТ. Произведени са 55 машини.

- OT-130 – Химически (огнеметен) танк (модел 1938 г.). Въоръжен с огнеметна установка и картечница ДТ. Произвеждан серийно.

- OT-131 – Химически (огнеметен) танк (модел 1938 г.). Въоръжен с огнеметна установка и картечница ДТ. Произведена е малка серия машини.

- OT-132 – Химически (огнеметен) танк (модел 1938 г.). Въоръжен с огнеметна установка и картечница ДТ. Произведена е малка серия машини.

- OT-133 – Химически (огнеметен) танк (модел 1939 г.). Въоръжен с огнеметна установка и 2 картечници ДТ. Произвеждан серийно.

- OT-134 – Прототип на химически (огнеметен) танк (модел 1940 г.). Въоръжен с 45-mm танково оръдие 20К (образец 1932/38), 2 картечници ДТ и огнеметна установка. Не е произвеждан серийно.

- СУ-5-1 – Самоходна артилерийска установка, въоръжена със 76,2-mm гаубица. Произведени са много малко машини.

- СУ-5-2 – Самоходна артилерийска установка, въоръжена със 122-mm гаубица. Произведени са много малко машини.

- СУ-5-3 – Самоходна артилерийска установка, въоръжена със 152,4-mm гаубица. Произведени са много малко машини.